# إكسترا إي إيه-300
إكسترا إي إيه-300 (بالإنجليزية: Extra EA-300) هي طائرة استعراض جوي أحادية السطح. الطائرة من صنع شركة إكسترا فلوكزوكباو الألمانية، وقد تم تصميمها في عام 1987 من قبل وولتر إكسترا الحائز على عددة جوائز في الطيران الاستعراضي.

## وصلات خارجية
موقع شركة إكسترا لطائرات (بالإنجليزية)